# Kwas linolowy
Kwas linolowy (z łac. linum – len, oleum – olej; LA) – organiczny związek chemiczny z grupy nienasyconych kwasów tłuszczowych typu omega-6.
Kwas linolowy zaliczany jest do egzogennych kwasów tłuszczowych, tzn. jest niezbędnym składnikiem diety, gdyż nie jest syntezowany przez organizm (należy do grupy witamin F).
Niedobór kwasu linolowego spotyka się rzadko. Może on wystąpić u dzieci karmionych mlekiem odtłuszczonym oraz u chorych, u których stosuje się żywienie dożylne pozbawione tłuszczów. Występuje w postaci estru z gliceryną w tłuszczach roślinnych, a także w mniejszych ilościach w tłuszczach zwierzęcych. Jest używany w przemyśle m.in. do produkcji mydeł i farb olejnych.

## Kwas linolowy a cukrzyca
Kwas linolowy w organizmie ulega metabolizmowi do szeregu produktów istotnych dla prawidłowego funkcjonowania przemiany materii. W pierwszej reakcji, Δ-6-desaturacji, powstaje kwas γ-linolenowy. Jest to etap wolny i limitujący cały metabolizm kwasu linolowego, zwłaszcza u ludzi. Zaburzenia Δ-6-desaturacji, występujące m.in. w cukrzycy i atopowym zapaleniu skóry, prowadzą do zbyt niskiego poziomu kwasu γ-linolenowego. Stwierdzono, że dla złagodzenia komplikacji cukrzycowych konieczne jest spożywanie dużych ilości kwasu linolenowego (30–50 g), co jednak często nie prowadzi do poprawy stanu zdrowia. Obiecujące wyniki dało natomiast badanie, w którym pacjenci spożywali kwas γ-linolenowy (w dawkach dziennych 0,32 g w postaci oleju wiesiołkowego).

## Kontrowersje
W latach 2013–2016 w Narodowych Instytutach Zdrowia USA przeprowadzono ponowną analizę badań z lat 60. i 70. XX w., mówiących o korzyściach spożywania kwasu linolowego: Corn Oil Trial, Sydney Diet Heart Study (1966–1973), Minnesota Coronary Experiment (1968–1973) i LA Veterans heart health study. Wykonane metaanalizy nie potwierdziły ówczesnych wniosków, a nawet wskazały na jego szkodliwość:
- zastąpienie w diecie tłuszczów nasyconych kwasem linolowym zwiększyło wskaźnik zgonów z wszystkich przyczyn oraz choroby wieńcowej serca i chorób układu krążenia. Zaktualizowana metaanaliza badań interwencyjnych kwasu linolowego nie wykazała dowodów na jego korzyści sercowo-naczyniowe[11],
- nie wykazano żadnych korzyści, a wręcz zasugerowano szkodliwość selektywnego zwiększania udziału kwasu linolowego w diecie kosztem kwasów nasyconych i trans[12],
- zastąpienie tłuszczów nasyconych w diecie kwasem linolowym skutecznie obniża poziom cholesterolu w surowicy, ale nie potwierdza hipotezy, że przekłada się to na niższe ryzyko zgonu z powodu choroby wieńcowej serca lub z innych przyczyn. Wyniki badania Minnesota Coronary Experiment uzupełniają rosnącą liczbę dowodów na to, że niekompletne publikacje przyczyniły się do przeszacowania korzyści płynących z zastąpienia tłuszczów nasyconych olejami roślinnymi bogatymi w kwas linolowy[13].